# Gare de Breland
La gare de Breland  est une gare ferroviaire norvégienne de la ligne du Sørland, d'Oslo à Stavanger, située à Breland sur le territoire de la commune de Marnardal dans le comté d'Agder en région Sørlandet.
Elle est mise en service en 1943. C'est une halte voyageurs des Norges Statsbaner (NSB) desservie par des trains régionaux.

## Situation ferroviaire
Établie à 177 mètres d'altitude, la gare de Breland est située au point kilométrique (PK) 385,06 de la ligne du Sørland, d'Oslo à Stavanger,  entre les gares ouvertes de Nodeland et de Marnardal. Toutes les anciennes haltes voyageurs situées de part et d'autre de la gare sont fermées.

## Histoire
La station de Breland est mise en service le 17 décembre 1943, lors de l'ouverture à l'exploitation de la ligne du Sørland jusqu'à la gare de Moi.
Elle devient une halte sans personnel en 1970.

## Service des voyageurs

### Accueil
Halte NSB, c'est un point d'arrêt non géré (PANG) à accès libre. Elle dispose d'un abri pour les voyageurs.

### Desserte
Breland est desservie par des trains régionaux NSB, avec un train le matin en direction de Kristiansand et un l'après-midi en direction de Stavanger.

### Intermodalité
Un parking pour les véhicules y est aménagé.